# حديدات رباعي كربونيل ثنائي الصوديوم
حديدات رباعي كربونيل ثنائي الصوديوم هو مركب كيميائي صيغته Na2[Fe(CO)4]، ويوجد ضمن شروط معينة على هيئة صلب عديم اللون. يدعى هذا المركب أيضاً باسم كاشف كولمان.

## التحضير
يحضّر هذا المركب من اختزال خماسي كربونيل الحديد باستخدام فلز الصوديوم:
{\displaystyle \mathrm {[Fe(CO)_{5}]+2\ Na\rightarrow \ Na_{2}[Fe(CO)_{4}]+CO} }
يمكن بشكل آخر إجراء الاختزال باستخدام ملغمة الصوديوم في وسط من رباعي هيدرو الفوران.

## الخواص
تتكون بنية حديدات رباعي كربونيل ثنائي الصوديوم من ذرة حديد مركزية مرتبطة مع ربيطات من الكربونيل، وتعادل الشحنة بوجود أيونات الصوديوم؛ بحيث أن الحديد يكون في حالة الأكسدة النادرة -2. من حيث البنية فإن هذا المركب متساوٍ إلكترونياً مع رباعي كربونيل النيكل.

## الاستخدامات
يستخدم هذا المركب في اصطناع الألدهيدات من هاليدات الألكيل.